# Mercedes-Benz GLB-класс
Mercedes-Benz GLB-класс — серия роскошных компактных кроссоверов от немецкой торговой марки Mercedes-Benz, премьера которой состоялась в июне 2019 года. В иерархии бренда серия находится между GLA и GLC-классами. По размерам кроссоверы сопоставимы с B-классом, в то время как динамические характеристики они позаимствовали у GLA-класса. Идеи внешнего дизайна позаимствованы у внедорожников G-класса, внутреннего  — у моделей A-класса.
Автомобиль составит конкуренцию таким моделям, как BMW X1, Audi Q3 и пятидверной версии Range Rover Evoque.

## История

### Разработка

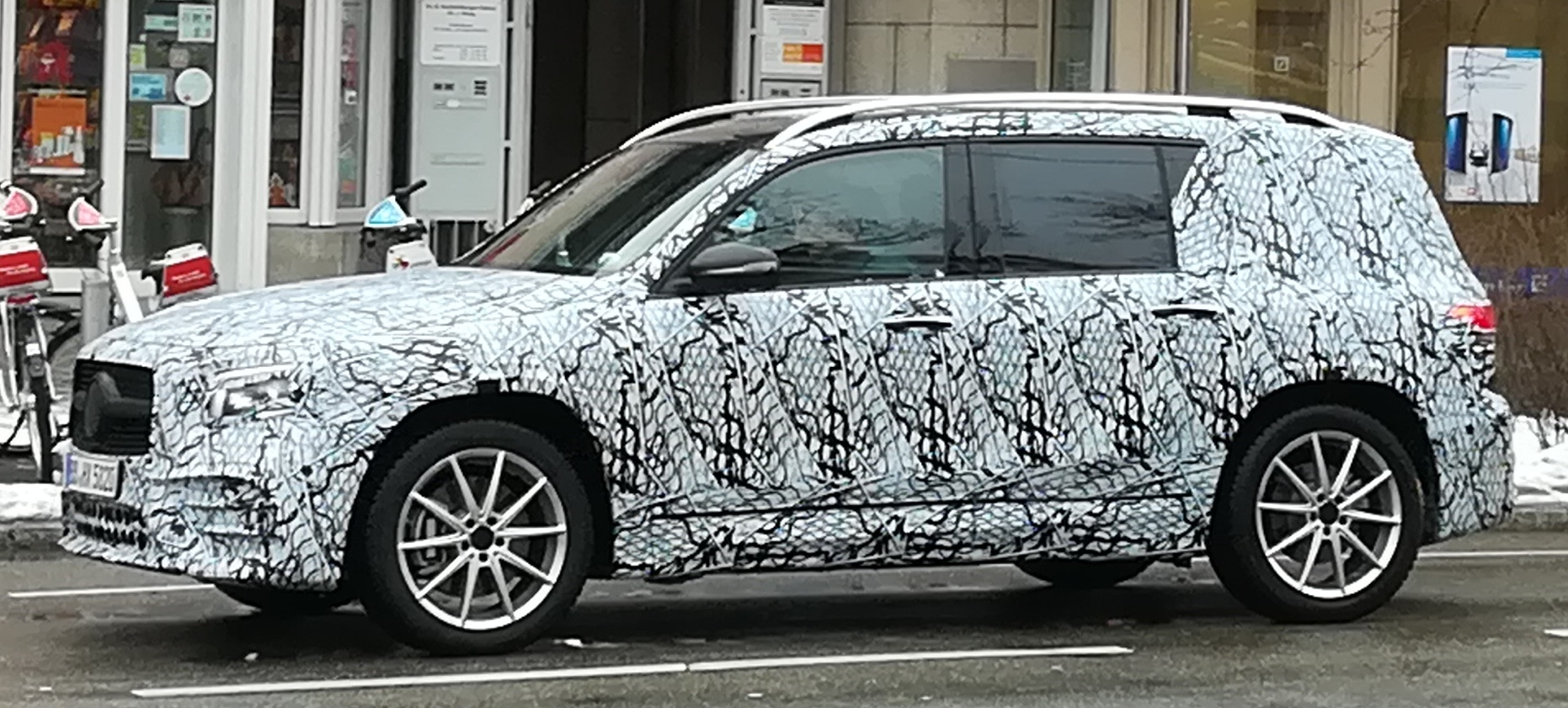

Информация о появлении нового компактного кроссовера от компании Mercedes-Benz («Baby G-wagen» как его шуточно нарекли западные автомобильные СМИ) появилась ещё в 2014 году.
В 2016 году в объектив камер фотошпионов попали тестовые прототипы будущего GLB-класса. По имеющимся снимкам уже было видно, что новый GLB-класс будет больше, чем GLA, а также испытает влияние культового G-класса. Чуть позже в том же году был запечатлён, по мнению редакции «Auto Evolution», предсерийный прототип, покрытый маскировочным камуфляжем.

### Первое поколение (X247, 2019)

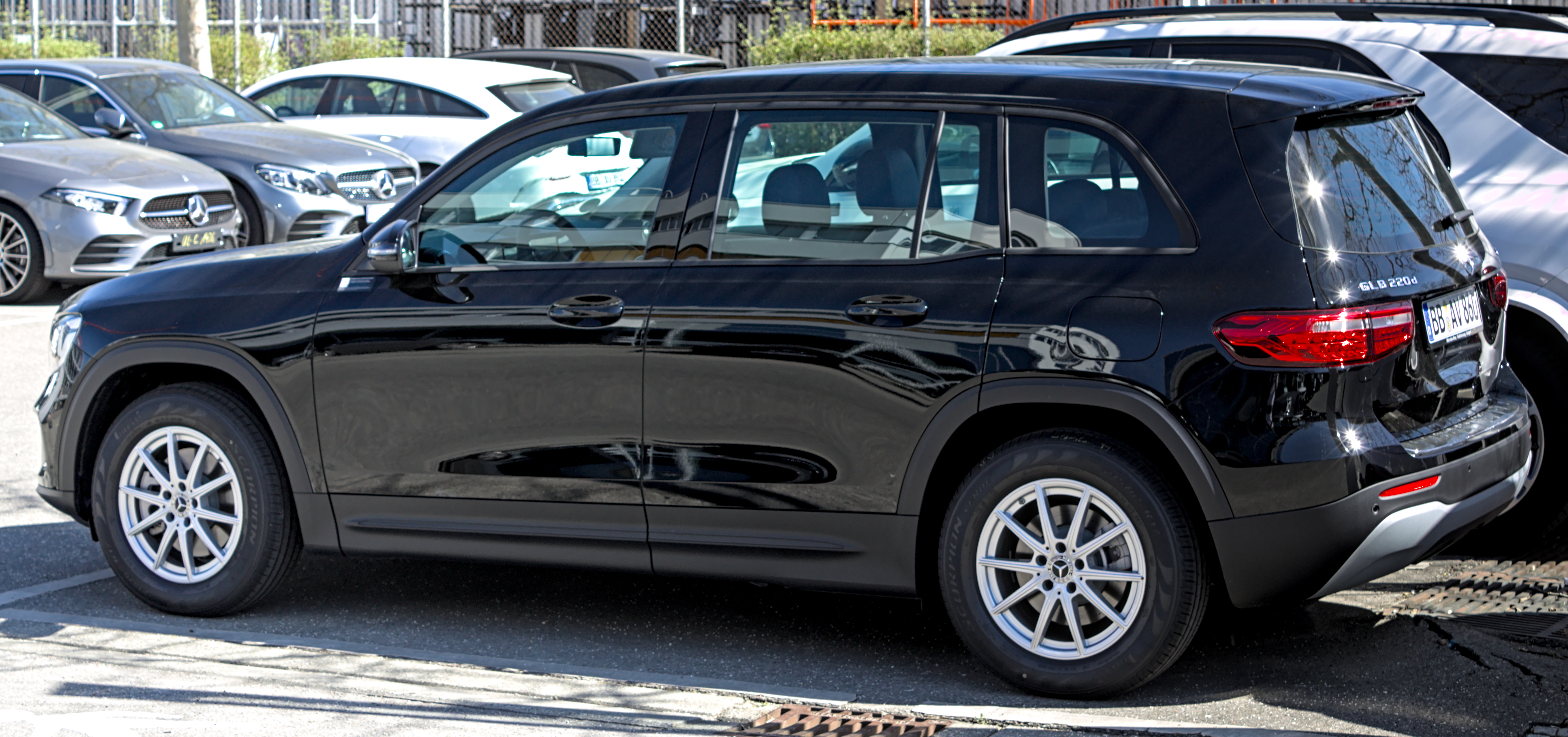

Премьера новой серии состоялась в июне 2019 года в городе Юта, США. В линейке кроссоверов компании Mercedes-Benz новая серия заняла положение между моделями GLA и GLC. Внутренний индекс модели — X247. Модель будет собираться на переднеприводной платформе MFA2 (англ. Modular Front-drive Architecture), которая вскоре станет единственной для всех компактных автомобилей компании (на ней будут представлены как минимум три новых модели, среди которых седан и кабриолет A-класса). Сборка новой серии для большинства стран налажена в мексиканском городе Агуаскальентес, а для китайского рынка — в Пекине. Автомобиль предлагается как в переднеприводном, так и в полноприводном вариантах. В дизайне будут преобладать черты концепт-кара Ener-G-Force 2012 года, а также нового поколения G-класса (W464), при этом у неё будут оригинальные угловатые крылья над передними колёсами и высокая крыша. Предположительная длина автомобиля составит 4,5 метра. Кроссовер будет выпускаться с пятиместным (по умолчанию) или семиместным (опция) салоном. Расширенная колёсная база предусматривает более широкие задние двери, которые в свою очередь облегчают доступ к третьему ряду сидений.
С точки зрения концепции управления автомобилем и информационными системами, GLB-класс ориентирован на технологические новшества E-класса. Основные моменты включают рулевое колесо с двумя тачпадами и сенсорный экран на центральной консоли, который заменит контроллер Comand. Большие колёса и дополнительный внедорожный пакет с внедорожной подвеской и высоким клиренсом, по мнению журнала Auto Bild, подойдут для небольших поездок по обычной и затруднённой для движения местности. Руль, экраны с интерфейсом MBUX, дефлекторы вентиляции, блок управления климатом повторяют решения, применённые на моделях А-класса. В качестве опции будут доступы фирменная адаптивная головная оптика Multibeam LED. Среди электронных систем также присутствуют активный круиз-контроль Distronic, активный рулевой ассистент, система управления мультимедиа и подсветкой Energizing Comfort Control.
В первоначальный модельный ряд входят пять вариаций кроссовера. Бензиновые версии представлены моделям GLB 200, GLB 250 4Matic, дизельные — GLB 200 d, GLB 200 d 4MATIC и GLB 220 d 4Matic. Все они будут агрегироваться семи-ступенчатой (7G-DCT) или восьми-ступенчатой (8G-DCT) автоматической коробкой передач. В Германии модель появится к концу 2019 года, в России продажи стартуют в 2020 году.
Также доступна высокопроизводительная версия от подразделения Mercedes-AMG, под индексом GLB 35 AMG, который оснащается 8-ступ. АКПП и 2-ух литровым мотором разработки Mercedes-AMG GmbH, мощностью 302 л.с..